# Хеш листа
У рачунарству, хеш листа је обично листа хешева блокова података у датотеци или скупу датотека. Листе хешева се користе у различите сврхе, као што су брзо претраживање табеле (хеш табеле) и дистрибуираних база података (дистрибуиране хеш табеле). Овај чланак обухвата хеш листе које се користе за гарантовање интегритета података.
Хеш листа је проширење старог концепта хеширања ставки (на пример, датотека). Хеш листа је обично довољна за већину потреба, али напреднији облик овог концепта је хеш стабло. 
Хеш листе могу да се користе за заштиту било које врсте података ускладиштених, употребљених и пребачених у и између рачунара. Важна употреба хеш листе је да обезбеди да блокови података добијени од других вршњака у Р2Р мрежи стигну неоштећени и непромењени, и да провери да ли остали вршњаци нису „лажни“ те шаљу лажне блокове.
Обично се криптографска хеш функција, као што је СХА-1, користи за хеширање. Уколико је хеш листа потребна само за заштиту од ненамерног оштећења, могу се користити мање сигурне хеш суме као што је ЦРЦ.
Хеш листе су боље од једноставног хеширања целе датотеке, јер у случају да је блок података оштећен, то би било примећено, и било би потребно поново преузети само оштећени блок. Уколико постоји само хеш датотеке, многи неоштећени блокови би морали поново да се преузимају, а датотека би морала бити обнављана и тестирана док се не добије исправан хеш датотеке у целости. Хеш листе такође штите од чворова који покушавају да саботирају слањем лажних блокова, јер у том случају оштећени блок може да се набави од неког другог извора.

## Корени хеш
Често се користи додатни хеш у самој хеш листи (топ хеш, такође називан и корени хеш или главни хеш). Пре преузимања датотеке на р2р мрежи, у већини случајева корени хеш потиче из поузданог извора, на пример од пријатеља или веб сајта који је познат по добрим препорукама у вези датотека за преузимање. Када је корени хеш је доступан, хеш листа може бити примљена из било ког непоузданог извора, као што је било који вршњак у р2р мрежи. Тада добијена хеш листа се пореди са поузданим главним хешом, а ако је хеш листа оштећена или лажна, друга хеш листа из другог извора ће бити пробана док програм не нађе онај који се поклапа са главним хешом. 
У неким системима (као што је на пример Бит Торрент), уместо главног хеша, цела хеш листа је доступна на веб сајту у малој датотеци. Такав "торрент фајл" садржи опис, имена датотека, хеш листу и неке додатне податке.